# Bitva u al-Fule
Bitva u al-Fule se odehrála v září roku 1183 mezi armádou Jeruzalémského království královským regentem Guyem de Lusignan a vojskem sultána Egypta a Sýrie Saladina. Během tažení obou armád je muslimové a křižáci vícekrát střetávali v menších potyčkách více než týden. Konečné střetnutí u al-Fule z taktického hlediska skončilo nerozhodně, z pohledu strategie však křižáci dokázali Saladinovi zabránit v dobytí některé křižácké pevnosti a donutili ho k ústupu. Nicméně Saladinovi vojáci během tažení dokázali napáchat velké škody na palestinském venkově, vesnicích a farmách, čímž byla ekonomika Jeruzalémského království poškozena.

## Předchozí události
V květnu 1182 podnikl Saladin invazi do Jeruzalémského království přes Ejlat, Zajordánsko a Galileu. Během léta mu jeruzalémští křižáci pod velením svého krále Balduina IV. během bitvy u hradu Belvoir (červenec-srpen 1183) celkem úspěšně vzdorovali. Nicméně palestinské území bylo muslimy zničené, kvůli čemuž nemohli venkované platit dávky svým křižáckým pánům, a tím byli křižáci ekonomicky oslabováni. V září 1183 se u krále Balduina plně rozvinula lepra a nemohl proto již dále samostatně vládnout. Podle feudálních zásad se regentem království stal manžel jeho starší sestry Sibyly Guy de Lusignan, hrabě z Jaffy a Askalonu.

## Saladinovo tažení
24. srpna 1183 se Saladin vrátil do Damašku. Následně dobyl Aleppo, velké mocenské centrum v Sýrii pod nadvládou jeho zengíovských rivalů, a některá další území v Džezíře a připojil je ke své arabské říši. V září téhož roku Saladin provedl se svou velkou armádou jezdců invazi do Jeruzalémského království. Muslimové překročili Jordán a poté ajjúbovská armáda vyplenila opuštěné město Baisan. Poté muslimové postupovali na západ, kolem Goliášova pramene. Saladin pak utábořil armádu u některého vodního pramene na východ od hradu La Fève. Odtud Saladin vyslal oddíly jezdců, kteří drancovali okolí a ničili všechen možný majetek. Mamlúčtí jezdci vyplundrovali vesnice Dženin a Afrabala a zaútočili na klášter na hoře Tábor. Muslimům se rovněž podařilo zničit křižácký kontingent z Keraku, který se pokusil dostat k hlavnímu jeruzalémskému vojsku.
Jeruzalémský regent Guy de Lusignan v očekávání Saladinova útoku nechal shromáždit jeruzalémské vojsko do Seforie. Když se Guyovi donesly informace o směru Saladinova tažení, Guy i s hlavním vojskem vytáhl k malému templářskému hradu La Fève. Jeruzalémskou armádu doprovázeli také neozbrojení poutníci a italští námořníci, celkem křižácká armáda čítala asi 1300 jezdců a 15 000 pěších. Podle současníků to byla největší armáda, jakou kdy Jeruzalémské království postavilo.

## Bitva
Evropané rozvinuli svůj klasický šik směrem k vodním zdrojům Tuba'unova a Goliášova pramene. Předvoj jeruzalémského vojska vedl Renaud de Châtillon, který navrhoval vytáhnout muslimům vstříc a utkat se s nimi. Tohle však ostatní baroni odmítali a prosazovali defenzivní taktiku, kdy spoléhali, že franští kopiníci a italští kušníci dokáží udržet mamlúcké jízdní lučištníky v bezpečné vzdálenosti, zatímco těžká rytířská jízda bude likvidovat či zahánět muslimské jezdecké oddíly, které se přiblíží příliš blízko. Sám regent Guy de Lusignan byl příliš nerozhodný vůdce, než aby se přiklonil k některému z názorů.
Muslimští lučištníci podnikali drobné nájezdy na křižácké linie s cílem vyprovokovat křižáky k unáhlenému protiútoku. To se však Saladinovi nepodařilo a křižáci drželi své pozice. Saladin byl donucen ustoupit od pramenů a postoupit po proudu řeky. Frankové se však ani nepohnuli, zůstávali pořád u pramenů a odmítali přijmout bitvu. Saladin se pokusil znovu křižáky přimět k bitvě, tentokrát tím, že zaútočil na jejich říční zásobovací konvoje. Palestinští Frankové si s sebou do bitvy nějaké zásoby přinesli, ty jim od přerušení zásobování vystačily na tři dny, zatímco italští námořníci a ostatní evropští poutníci si zásoby nepřinesly vůbec žádné a potravinová situace v křižáckém táboře začala být kritická. Frankové měli štěstí a v tuba'unském prameni objevili a dokázali nalovit množství ryb, což křižáky zachránilo před hladověním do té doby, než zásobovací konvoje dokázaly prorazit ajjúbovskou blokádu.
Poté se Saladin dal na pochod směrem k hoře Tábor doufaje, že se mu podaří křižáky vlákat do léčky. Místo toho však Guy de Lusignan začali ustupovat zpět do hradu La Fève. Saladin okamžitě změnil směr, aby křižáky dohnal, ale už se mu nepodařilo křižáky zastavit. Saladinovu armádu z většiny tvořili dobrovolníci, jejichž hlavním motivem na tažení byla kořist, a nikoliv mamlúkové. Tak se stalo, že když nepřicházela rozhodná bitva, Saladinovo vojsko začalo trpět dezercemi, čímž se velmi ztenčilo. Navíc se muslimům začalo krátit zásobování a Saladin musel dát rozkaz k ústupu zpět do Damašku. Rovněž křižáci se vrátili zpět na svou základnu v Seforii.

## Důsledky
Guyovi se tak ve výsledku podařilo zmařit Saladinův nájezd a zabránit mu, aby dobyl některý křižácký hrad, či město. Ale stejně jako roku 1182, muslimští jezdci zničili celý okolní venkov a z toho plynoucí příjmy křižáckých pánů. Guy byl svými odpůrci tvrdě kritizován, že nebyl schopný vytáhnout do bitvy a vojsko tak celou tu dobu jen nečinně stálo. Není dnes už zcela jasné, zda to byla Guyova zbabělost, či prozíravost, která mu velela v bitvě jednat tak, jak jednal. Přesto si Guyovi protivníci z řad místních baronů vymohli u krále Balduina odvolání Guye z úřadu královského regenta, kam byl následně dosazen hrabě Raimond z Tripolisu.
Když Guy de Lusignan napříště roku 1187 získal velení nad velkou jeruzalémskou armádou, bylo mu znovu vyčítáno, že se vyvaroval přijetí bitvy roku 1183. Přesto Guy a jeho stoupenci prosadili agresivní pochod přes poušť vstříc Saladinové armádě, která křižáckou obklíčila na Hattínských rozích a kompletně 4. července 1187 zničila.